# Lénárt János
Lénárt János (Hódmezővásárhely, Csongrád vármegye, 1883. november 2. – Hódmezővásárhely, 1954. május 18.) magyar ügyvéd, országgyűlési képviselő.

## Élete
Szülővárosában járt gimnáziumba, majd a budapesti tudományegyetemen folytatott jogi tanulmányokat, ugyanott avatták jogi doktorrá és az ügyvédi oklevelet is ott szerezte meg. Diplomázását követően ügyvédként kezdett praktizálni.
Az első világháború alatt mint a császári és királyi 31. számú gyalogezred főhadnagya teljesített katonai szolgálatot, és három év alatt ezredének minden ütközetében részt vett, az orosz és az olasz fronton. Katonai érdemeiért elnyerte a III. osztályú Vaskorona-rendet a kardokkal, a III. osztályú Katonai Érdemkeresztet a kardokkal,  a bronz Signum Laudist, a kisezüst vitézségi érmet és a Károly-csapatkeresztet. Évekkel a háború vége után vitézi címet is kapott.
Hódmezővásárhely társadalmi életében már a háborút követő évektől részt vett, tagja lett a város törvényhatósági bizottságának is. Az országos politikába azonban mintegy két évtizeddel később, 1939-ben kapcsolódott csak be, amikor is országgyűlési képviselő-jelöltséget vállalt a helyi választókerületben, a Magyar Élet Pártja színeiben és el is nyerte a mandátumot. A képviselőházban a közjogi és a mentelmi bizottságok tagjává választották meg.

## Érdekességek
- A hódmezővásárhelyi Tornyai János Múzeum egyik értékes darabja az a fekete színű, földig érő estélyi ruha, amit vitéz dr. Lénárt János neje, Hajdú Jusztina viselt az 1940-es években, protokolláris eseményeken, és felajánlásból került a gyűjteménybe. Feltehetőleg abban az időben készült, amikor a családfő parlamenti képviselő volt; különlegessége, hogy gallérját, övét és táskáját is a jellegzetes vásárhelyi hímzés díszíti. Bár a múzeum fotótára sok felvételt őriz az 1930-as évektől elterjedt helyi hímzéstípussal díszített ruhákról, ez a fekete selyemzsorzsettből készült, kiváló állapotban fennmaradt estélyi az első olyan darabjuk, amely révén teljességében be tudják mutatni a látogatóknak e korszak polgári hagyományőrzését.[1]